# Lys-Saint-Georges
Lys-Saint-Georges – miejscowość i gmina we Francji, w Regionie Centralnym, w departamencie Indre.
Według danych na rok 1990 gminę zamieszkiwało 180 osób, a gęstość zaludnienia wynosiła 14 osób/km² (wśród 1842 gmin Regionu Centralnego Lys-Saint-Georges plasuje się na 959. miejscu pod względem liczby ludności, natomiast pod względem powierzchni na miejscu 997.).